# Ixodes eudyptidis
Ixodes eudyptidis är en fästingart som beskrevs av William Miles Maskell 1885. Ixodes eudyptidis ingår i släktet Ixodes och familjen hårda fästingar. Inga underarter finns listade i Catalogue of Life.